# John Howarth
John Howarth (ur. 31 października 1958 w Newcastle upon Tyne) – brytyjski polityk i przedsiębiorca, działacz Partii Pracy, poseł do Parlamentu Europejskiego VIII i IX kadencji.

## Życiorys
Absolwent University of Essex. Ukończył studia ekonomiczne, uzyskał magisterium z zakresu historii sztuki. Zaangażował się w działalność polityczną w ramach Partii Pracy. Przez sześć lat pracował w partyjnych strukturach. Później zajął się prowadzeniem własnej działalności gospodarczej, pracując również okazjonalnie jako dziennikarz i nauczyciel akademicki. W latach 1993–1998 był radnym hrabstwa Berkshire, a od 2001 do 2007 radnym dystryktu Reading. Od 2002 do 2007 wchodził w skład zgromadzenia regionu South East England.
W wyborach w 2014 bez powodzenia kandydował do Europarlamentu (poprzednio startował dwukrotnie w latach 90.). Mandat eurodeputowanego VIII kadencji objął jednak w czerwcu 2017 w miejsce Anneliese Dodds. W PE dołączył do grupy Postępowego Sojuszu Socjalistów i Demokratów. W 2019 z powodzeniem ubiegał się o reelekcję.